# Buddy Baker (Rennfahrer)
Elzie Wylie „Buddy“ Baker Jr. (* 25. Januar 1941 in Florence, South Carolina; † 10. August 2015 im Catawba County, North Carolina) war ein US-amerikanischer NASCAR-Rennfahrer. Im Jahre 1998 wurde er als einer von NASCAR’s 50 Greatest Drivers auserkoren. Er ist der Sohn des zweimaligen NASCAR-Grand-National-Champions Buck Baker, der ebenfalls der Liste der 50 größten Fahrer der NASCAR angehört.

## Karriere

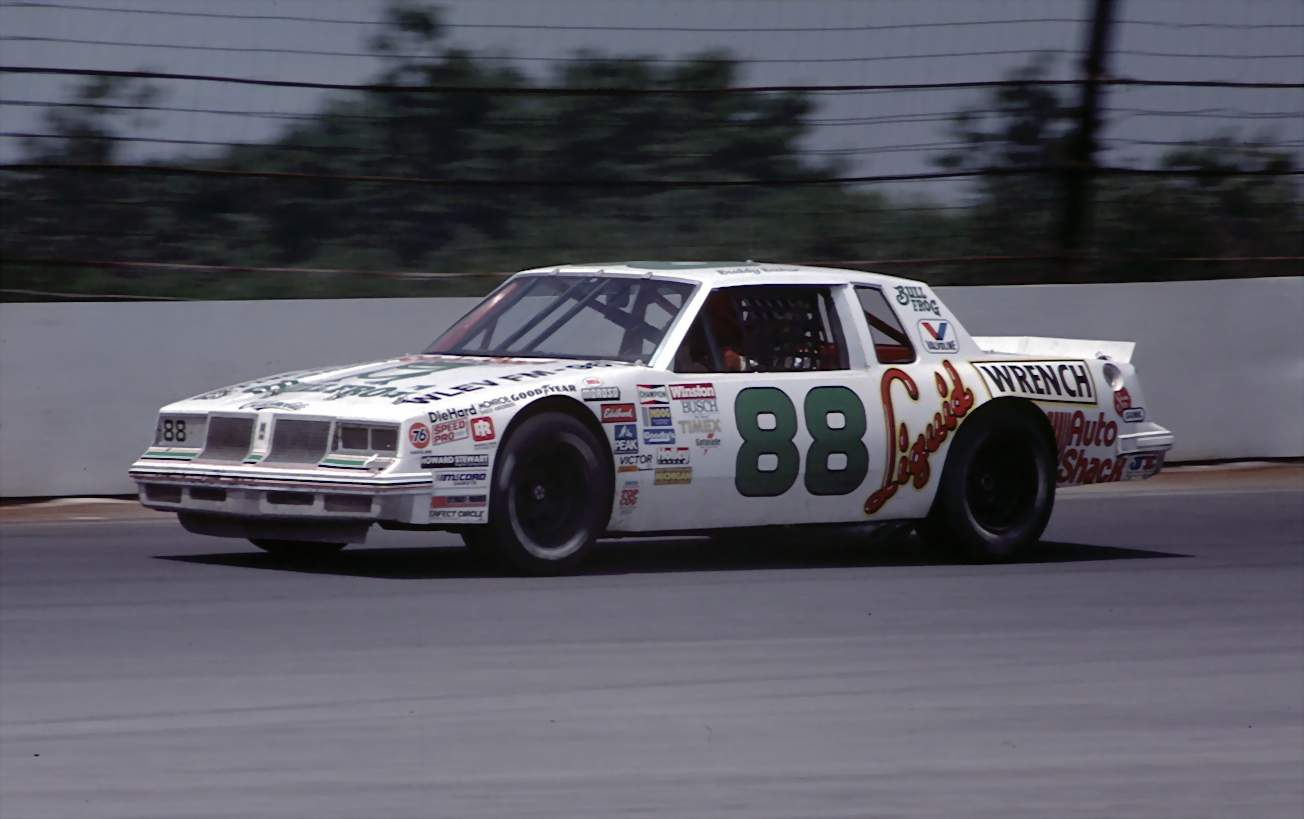
Buddy Baker 1985 auf dem Pocono Raceway

Bereits früh im Leben stand für Buddy Baker fest, dass er Rennfahrer werden wollte, zumal er der Sohn Buck Bakers, eines der erfolgreichsten Rennfahrers der NASCAR, war. Bereits im Alter von 18 Jahren absolvierte er auf dem Columbia Speedway sein erstes Rennen. Er war ein äußerst ambitionierter Rennfahrer, der viel Zeit mit dem Beobachten seiner Idole, nämlich unter anderem seines Vaters und Fireball Roberts, verbrachte. Auch nahm er oft an Testfahrten teil. Seinen wohl bedeutendsten Test absolvierte er am 24. März 1970 auf dem Alabama International Motor Speedway, wo er als erster Fahrer eine Durchschnittsgeschwindigkeit von mehr als 200 mph (322 km/h) auf einer geschlossenen Strecke erreichte.
Im Laufe seiner Karriere überquerte er in 19 Rennen des heutigen Sprint Cups als Sieger die Ziellinie, erstmals am 15. Oktober 1967 auf dem Charlotte Motor Speedway. Mit seinem Sieg im Southern 500 auf dem Darlington Raceway wurde er zum ersten Fahrer, der das gleiche Rennen auf derselben Strecke wie sein Vater gewann. Zudem ist Buddy Baker einer der wenigen Fahrer, denen es gelang, die „Big Four“ der NASCAR zu gewinnen, wofür neben dem Southern 500 noch das World 600, das Winston 500 und das prestigeträchtigste Rennen der NASCAR, das Daytona 500, gewonnen werden musste. Seinen Sieg beim Daytona 500 erlangte er mit der höchsten jemals in diesem Rennen gefahrenen Durchschnittsgeschwindigkeit: 177,602 mph (285,809 km/h), ein Rekord, der noch bis heute besteht.
Außer Baker gelang es nur Richard Petty, David Pearson, Bobby Allison, Darrell Waltrip, Dale Earnhardt, Jeff Gordon und Jimmie Johnson diesen NASCAR-Grand-Slam zu gewinnen, doch Baker war der einzige dieser Fahrer, der nie die Meisterschaft gewann, was wohl auch daran lag, dass er kaum je als Vollzeitfahrer fuhr. In lediglich drei Saisons nahm er an allen Rennen teil; seine beste war die Saison 1977, in der er den fünften Platz der Fahrergesamtwertung belegte. 1992 fuhr er im Alter von 51 Jahren auf dem Talladega Superspeedway sein letztes Rennen.
Mit Gewissheit lässt sich sagen, dass sich das Analysieren seiner Idole und späteren Konkurrenten für Baker ausgezahlt hat, denn in insgesamt 700 Rennen in der höchsten Division der NASCAR kam er 311 Mal in den Top 10 ins Ziel, 19 Mal siegte er, 38 Mal startete er auf der Pole-Position. 1995 wurde er in den Charlotte Motor Speedway Court of Legends und die International Motorsports Hall of Fame aufgenommen. 1997 folgte die Aufnahme in die National Motorsports Press Association Hall of Fame und im Jahre 1998 wurde er zu einem von NASCAR’s 50 Greatest Drivers ernannt. 2008 wurde er in die Motorsports Hall of Fame of America aufgenommen.
Nach seiner Karriere als Rennfahrer war Baker unter anderem als Kommentator für Radio und Fernsehen aktiv, zuletzt für den Radiosender Sirius Satellite Radio. Außerdem war er ein wichtiger Mentor in der Karriere von Jimmy Spencer. Bis zu seinem Tod betrieb er die Buck Baker Racing School. Baker starb am 10. August 2015 im Alter von 74 Jahren in seinem Zuhause am Lake Norman an den Folgen eines inoperablen Lungentumors.